# 도모자와 고키
도모자와 고키(일본어: 友澤 剛気, 1991년 2월 14일 ~ )는 일본의 전 축구 선수이다.

## 구단 경력
과거 YSCC 요코하마에서 활동하였다.